# Caso González y otras (Campo Algodonero) vs. México
El caso González y otras (Campo Algodonero) vs. México es una sentencia de la Corte Interamericana de Derechos Humanos del 16 de noviembre de 2009 sobre la responsabilidad internacional del Estado mexicano por la falta de diligencia en las investigaciones relacionadas con la desaparición y asesinato de Claudia Ivette González, Esmeralda Herrera Monreal y Laura Berenice Ramos Monárrez. Se trata de la primera sentencia en la que la Corte adopta la perspectiva de género y el fallo representa un hito en el acceso de las mujeres a la justicia en el ámbito latinoamericano además de un referente simbólico en la defensa de los derechos de las mujeres de México. La sentencia constituye también un precedente en Derecho Internacional en el camino hacia la igualdad formal (ante la ley) y material de las mujeres.

## Antecedentes
A partir del año 1993 comenzó a vivirse un escenario de violencia sistémica contra las mujeres en el Estado de Chihuahua, en particular en Ciudad Juárez, en un contexto de discriminación por motivos de género. Esta violencia se expresa en un elevado número de feminicidios.  Uno de los casos más conocidos que surge en este contexto es el caso de “Campo Algodonero”, referido al asesinato de 8 mujeres, de éstos casos, 3 fueron llevados a un proceso en principio ante la Comisión Interamericana de Derechos Humanos para después ser sometido como demanda contra el Estado mexicano ante la Corte Interamericana el 4 de noviembre de 2007.

## Proceso jurídico
El 6 de marzo de 2002 se presentaron tres denuncias ante la Comisión Interamericana de Derechos Humanos que alegaban la responsabilidad internacional de México por las irregularidades de la investigación de lo sucedido a Claudia Ivette González, Esmeralda Herrera Monreal y Laura Berenice Ramos Monárrez. Ante estas denuncias México presentó sus observaciones el 30 de agosto de 2002 pidiendo a la Comisión Interamericana de Derechos Humanos que declarara inadmisibles las denuncias. El 24 de febrero de 2005 la Comisión Interamericana de Derechos Humanos declaró admisibles las tres denuncias, con los informes N° 16/05 N° 17/05 y N° 18/05 para continuar con el análisis de fondo de la cuestión. 
El 30 de enero de 2007 la Comisión Interamericana de Derechos Humanos notificó la decisión de acumular los tres casos y referirse a ellos en un solo informe sobre el fondo. El 9 de marzo de 2007 aprobó el informe No. 28/07, sobre el fondo de los casos No. 12.496, 12.497 y 12.498. Tras considerar que México no había adoptado las recomendaciones emitidas en el informe de fondo, el 4 de noviembre de 2007 la Comisión Interamericana de Derechos Humanos presentó una demanda ante la Corte Interamericana de Derechos Humanos en contra de México.
La sentencia de la Corte contra México fue emitida el 16 de noviembre de 2009. De la sentencia resaltan las siguientes recomendaciones:
1. Conducir debidamente el proceso penal.
2. Reconocer públicamente su responsabilidad internacional.
3. Develar un monumento en memoria de las víctimas.

### Víctimas
Las víctimas reconocidas por la Corte son:
Directas: Claudia Ivette González, Esmeralda Herrera Monreal y Laura Berenice Ramos Monárrez
Indirectas: Irma Monreal Jaime, Benigno Herrera Monreal, Adrián Herrera Monreal, Juan Antonio Herrera Monreal, Cecilia Herrera Monreal, Zulema Montijo Monreal, Erick Montijo Monreal, Juana Ballín Castro, Irma Josefina González Rodríguez, Mayela Banda González, Gema Iris González, Karla Arizbeth Hernández Banda, Jacqueline Hernández, Carlos Hernández Llamas, Benita Monárrez Salgado, Claudia Ivonne Ramos Monárrez (hermana), Daniel Ramos Monárrez, Ramón Antonio Aragón Monárrez, Claudia Dayana Bermúdez Ramos, Itzel Arely Bermúdez Ramos, Paola Alexandra Bermúdez
Ramos, Atziri Geraldine Bermúdez Ramos. 

## Sentencia
La sentencia establece que el Estado de México conocía las condiciones de violencia contra mujeres y niñas en Ciudad Juárez, así como los factores que desde 1993 mantenían en la impunidad el feminicidio, señalados en la recomendación 44/98 de la CNDH, y no tomó las medidas necesarias para prevenir la violencia feminicida, eliminar la discriminación contra las mujeres, sancionar a los y las funcionarios omisos o hasta cómplices. La Corte Interamericana determinó también que el Estado de México era responsable por negligencia de estas desapariciones y muertes cruentas. También se responsabilizó asimismo de incumplir sus obligaciones para garantizar el derecho a la vida, a la libertad personal, a la justicia (con debido proceso), los derechos de la infancia y los de las familias a la reparación del daño, entre otros.
En la sentencia la Corte decide utilizar la expresión «homicidio de mujer por razones de género». Reconoce que algunos o muchos de los casos de Ciudad Juárez pueden haber sido cometidos por las víctimas por el hecho de ser mujeres. No obstante, decide nombrarlos como homicidios de mujeres pues considera que, teniendo en cuenta las pruebas presentadas y su argumentación, no es necesario ni posible pronunciarse de manera definitiva sobre cuáles homicidios de mujeres en Ciudad Juárez constituyen homicidios de mujeres por razones de género, más allá de los homicidios de las tres víctimas del caso.

## Consecuencias
Esta sentencia se convierte en un referente histórico para los derechos de las mujeres de América Latina y específicamente de México. Se reconoce como la primera sentencia en la que la Corte Interamericana de Derechos Humanos en la que se aplica la perspectiva de género. Por otro lado la Corte reconoce los derechos de las víctimas y sus familiares, subraya las obligaciones que el Estado incumple cuando minimiza la violencia feminicida e ignora los factores que perpetúan la violencia estructural que afecta a las mujeres en particular, y los que favorecen, permiten o alimentan la violencia feminicida y su impunidad.
En 2019 se constató que muchas de las recomendaciones realizadas al Estado de México por la Corte en la sentencia no se habían cumplido. Los funcionarios responsables del engranaje no sólo no fueron penalizados sino que ascendieron y las desapariciones y violencia sexual no sólo no se han frenado sino que siguen aumentando.